# لاري ليتش
لاري ليتش هو لاعب هوكي الجليد كندي، ولد في 18 يونيو 1936 في لويدمنستر في كندا، وتوفي في 8 مايو 2018.

## وصلات خارجية
- لاري ليتش على موقع دوري الهوكي الوطني (الإنجليزية)
- لاري ليتش على موقع قاعة مشاهير الهوكي (لاعب أن.إتش.أل) (الإنجليزية)
- لاري ليتش على موقع EliteProspects.com (الإنجليزية)
- لاري ليتش على موقع HockeyDB.com (الإنجليزية)
- لاري ليتش على موقع Hockey-Reference.com (الإنجليزية)